# Sous-groupe de Cartan
Pour un sous-groupe de Cartan d'un groupe de Lie, voir Sous-algèbre de Cartan#Sous-groupe de Cartan.
En géométrie algébrique, un sous-groupe de Cartan d'un groupe algébrique linéaire connexe sur un corps algébriquement clos est le centralisateur d'un tore maximal (qui s'avère connexe). Les sous-groupes de Cartan sont nilpotents et sont tous conjugués[réf. nécessaire].

## Exemples
- Pour un corps fini F, le groupe des matrices diagonales {\displaystyle {\begin{pmatrix}a&0\\0&b\end{pmatrix}}} où a et b sont des éléments de F*. C'est ce qu'on appelle le sous-groupe de Cartan scindé de GL2(F)[3].
- Pour un corps fini F, tout sous-groupe semi-simple commutatif maximal de GL2(F) est un sous-groupe de Cartan (et inversement)[3].